# 栃波市
もしかして
- 砺波市

ではありませんか？